# Diammina N-acetiltransferasi
La diammina N-acetiltransferasi è un enzima appartenente alla classe delle transferasi, che catalizza la seguente reazione:
acetil-CoA + un alcano-α,ω-diammina ⇄ CoA + un N-acetildiammina
L'enzima agisce su propano-1,3-diammina, pentano-1,5-diammina, putrescina, spermidina (formando N1- e N8-acetilspermidina), spermina, N1-acetilspermidina e N8-acetilspermidina.